# Juan Darío Batalla
Juan Darío Batalla (Rafaela, Argentina, 18 de diciembre de 1979) es un exfutbolista argentino. Se desempeñaba en la posición de delantero.

## Biografía
Juan Darío Batalla, nació en Rafaela el 18 de diciembre de 1979. Tiene ocho hijos.

## Trayectoria
Apareció en la primera división de Vélez Sársfield en 1998 y fue apuntado como una de las grandes promesas del equipo del Fortín. Sin embargo, el delantero –o media punta- no pudo afirmarse por lo que él mismo reconoció como "inconductas adentro y fuera de la cancha. Pero fue una etapa que ya quedó atrás"

A principios de 1999, juega en Universitario de Deportes, a préstamo sin cargo y con una opción de compra no confirmada., sale del equipo por lesión, regresando a la Argentina.

## Clubes
| Club                         | País      | Año        |
| ---------------------------- | --------- | ---------- |
| Vélez Sarsfield              | Argentina | 1996 -1998 |
| Universitario de Deportes    | Perú      | 1999       |
| Sarmiento (Junín)            | Argentina | 1999-2000  |
| Atlético Rafaela             | Argentina | 2000-2001  |
| Excursionistas               | Argentina | 2001-2002  |
| San Marcos de Arica          | Chile     | 2002       |
| Deportivo Merlo              | Argentina | 2003       |
| Talleres (RE)                | Argentina | 2004       |
| Defensores de Belgrano       | Argentina | 2004-2005  |
| Huracán (Tres Arroyos)       | Argentina | 2005-2006  |
| PSS Sleman                   | Indonesia | 2007       |
| Compostela                   | España    | 2007       |
| Huracán (Comodoro Rivadavia) | Argentina | 2008       |